# Osmanski jezik
Osmanskim jezikom naziva se stariji turski jezik Osmanske Carevine (početak 13. st. - 1928.), i to pretežito njegov književni idiom, koji je bio neka vrsta artificijelne mješavine triju rodoslovno i tipološki različitih jezika - arapskog, perzijskog i turskog jezika. Na njemu su nastala visoko stilizirana djela dvorske književnosti (ponajprije poezije), ali je korišten i kao jezik znanosti i državne administracije. Jezična situacija u Osmanskome Carstvu bila je izrazito diglosijska jer se puk, kojemu je taj "visoki" idiom bio nerazumljiv, u svakodnevnoj komunikaciji služio govornim jezikom, zapravo konglomeratom anadolijskih dijalekata koji se međusobno više ili manje razlikuju. U 19. st. bilo je stanovitih pokušaja da se izvrše jezične reforme i književni jezik približi govornome, ponajprije zbog izrazito visokoga postotka nepismenosti i upinjanja da se u posustaloj Carevini provedu, no ta su nastojanja bila tek mrtvo slovo na papiru. Diglosijska situacija vladala je sve do uspostave Republike (1923.), a korjenita jezična reforma, kojoj je primarni cilj bio stvaranje standardnoga jezika na temelju istanbulskog govora, započela je napuštanjem arapskog pisma i uvođenjem turske latinice 1928. godine. Osim naziva osmanski jezik u nas se čuju i nazivi osmansko-turski, osmanski turski, osmanlijski i otomanski.